# Жељезнодорожни
Жељезнодорожни (рус. Железнодорожный) град је у Русији у Московкој области. Према попису становништва из 2010. у граду је живело 131.729 становника.

## Географија
Површина града износи 24,08 km².

## Становништво
Према прелиминарним подацима са пописа, у граду је 2010. живело 131.729 становника, 27.798 (26,75%) више него 2002.
| 1939. | 1959.  | 1970.  | 1979.  | 1989.  | 2002.   | 2010.   |
| ----- | ------ | ------ | ------ | ------ | ------- | ------- |
| 7.354 | 19.243 | 57.060 | 76.455 | 97.426 | 103.931 | 131.257 |